# Verbesina huancabambae
Verbesina huancabambae là một loài thực vật có hoa trong họ Cúc. Loài này được Sagást. & Quipuscoa miêu tả khoa học đầu tiên năm 1998.